# Pinnsti-Pertjärnen
Pinnsti-Pertjärnen är en sjö i Älvdalens kommun i Dalarna och ingår i Dalälvens huvudavrinningsområde.